# Bartong
Bartong is een bestuurslaag in het regentschap Serdang Bedagai van de provincie Noord-Sumatra, Indonesië. Bartong telt 961 inwoners (volkstelling 2010).